# Cantón de Rivesaltes
El cantón de Rivesaltes era una división administrativa francesa, que estaba situada en el departamento de Pirineos Orientales y la región de Languedoc-Rosellón.

## Composición
El cantón estaba formado por ocho comunas:
- Cases-de-Pène
- Espira-de-l'Agly
- Opoul-Périllos
- Peyrestortes
- Pia
- Rivesaltes
- Salses-le-Château
- Vingrau

## Supresión del cantón de Rivesaltes
En aplicación del Decreto n.º 2014-262 de 26 de febrero de 2014, el cantón de Rivesaltes fue suprimido el 22 de marzo de 2015 y sus 8 comunas pasaron a formar parte; seis del nuevo cantón de Valle del Agly, una del nuevo cantón de La Costa Salanqueña y una del nuevo cantón de Le Ribéral.